# Fegimanra
Fegimanra is een geslacht uit de pruikenboomfamilie (Anacardiaceae). De soorten uit het geslacht komen voor in de tropische delen van West- en westelijk Centraal-Afrika.

## Soorten
- Fegimanra acuminatissima Keay
- Fegimanra africana (Oliv.) Pierre
- Fegimanra afzelii Engl.

... · 
Anacardium · 
Bouea · 
Buchanania · 
Cotinus · 
Mangifera · 
Pistacia (Pistache) · 
Protorhus · 
Rhus · 
Schinus · 
Sclerocarya · 
Sorindeia · 
Spondias · 
Toxicodendron · 
...